# 200 ton
200 ton – pierwszy solowy album polskiego rapera Rafiego. Został wydany 29 lipca, 2011 roku nakładem wytwórni Szpadyzor Records. Gościnnie występują między innymi: DonGURALesko, Shellerini, RY23, Słoń, Waldemar Kasta, Grubson i Sobota. Płytę promowały teledyski zrealizowane do utworów „Hip hop kręci nas”, „Robimy hity” oraz „Serce”.

## Lista utworów
Opracowano na podstawie źródła
1. „Intro” (prod. Greg)
2. „Before Party” (prod. Pantomas, gościnnie: Koni, Grubson)
3. „Hip hop kręci nas” (prod. Czarny, skrecz. DJ Show)
4. „Tik tak” (prod. Chomer, gościnnie: Ry23)
5. „Nie tylko dla kasy” (prod. Matheo, gościnnie: Sobota, Waldemar Kasta skrecz. DJ Twister)
6. „Serce” (prod. RDKA, skrecz. DJ Show)
7. „Ciemna strona mocy” (prod. Pantomas, gościnnie: Słoń)
8. „Proces tworzenia” (prod. Kada, skrecz. DJ Kostek)
9. „Gwiazda” (prod. Czarny)
10. „200 ton” (prod. Ceka)
11. „Robimy hity” (prod. Mixer, gościnnie: DGE, Shellerini)
12. „Zaliczone studia” (prod. Banan, skrecz. DJ Show)
13. „Powroty” (prod. Ry23, gościnnie: Lont, Kowall)
14. „Karawana” (prod. Robeatson)
15. „R.A.F.I.” (prod. Matheo, skrecz. DJ Soina)
16. „Oda do zmarłych” (prod. Pantomas, skrecz. DJ Taek)
17. „Gdzie tu sens” (prod. Donatan)
18. „Outro” (prod. Greg)
19. „Karawana RMX” (prod. Robeatson)